# Johanna Spyri
Johanna Spyri, född 12 juni 1827 i Hirzel i kantonen Zürich som Johanna Louise Heusser, död 7 juli 1901 i Zürich, var en schweizisk författare. Hon var mest produktiv som författare av ungdomsböcker och är mest känd för sina böcker om den föräldralösa alpflickan Heidi.

## Biografi
Johanna Spyri och hennes systrar kom som unga till Zürich för att lära sig spela piano och det franska språket. Under tiden kom hon i kontakt med Conrad Ferdinand Meyer, en mycket berömd schweizisk författare. Deras mångåriga vänskap fick betydelse för hennes litterära utveckling. Johanna Spyri var varmt religiös och det framträder i hennes verk.
Hon skrev de kända ungdomsböckerna om den lilla föräldralösa flickan Heidi, som växer upp tillsammans med sin farfar i de schweiziska Alperna, såsom Heidi (1880; den första svenska utgåvan kom 1882), Heidi drar nytta av det hon lärt, Heidi visar vad hon duger till och Heidi kommer hem.
Historien om Heidi har filmats flera gånger. Bland filmatiseringarna finns Heidi (1937) med Shirley Temple i huvudrollen, Heidi från 1952 och Heidi (TV-serie) från 1978. Det finns även en film från 2005 med Max von Sydow i rollen som Heidis farfar. Dessutom gjordes 1974 Alpflickan Heidi (Arupusu no shōjo Haiji), en animerad TV-serie i 52 avsnitt, producerad av bland andra Isao Takahata och Hayao Miyazaki.

## Böcker översatta till svenska
- Sina: berättelse för unga flickor, 1887
- Wiseli finner rätta vägen: Berättelse för barn, 1887 (Viseli finner rätta vägen, 1907) (Wie Wiseli's Weg gefunden wird)
- Vid klippforsen, 1889 (Am Felsensprung) (Vid fjällforsen, 1909, 1920)
- Älfvan från Intra och andra berättelser, 1890 (Aus den Schweizer Bergen)
- I säker vård: berättelse, 1896
- Nyårssången, 1896
- Josef, som ville blifva mekaniker, 1896
- Den muntre vallgossen, 1897
- Hvad mormors förmaningar uträttade, 1897
- Huru Tom blef lycklig, 1897
- Gossen från Lesagården: berättelse för ungdom, 1897 (Einer vom Hause Lesa)
- Dori eller hvad skall det blifva af henne?: En berättelse för unga flickor, 1901 (Was soll denn aus ihr werden?)
- Gritlis barn: berättelse för barn och för alla som tycka om barn (2 vol.), 1904-05, 1928 (Wo Gritlis Kinder hingekommen sind)
- Toni från Randergrund eller En liten schweizergosses historia, 1906
- Rosenresli: berättelse, 1910

## Andra utgåvor av Heidi
Heidi har utkommit i många utgåvor. En del är starkt förkortade och en del snarare byggda på tv-serien än på boken/böckerna. Här listas de tidigare utgåvor som är översättningar av originalet.
- Heidi, eller Den lilla schweizerflickan: en berättelse för barn och barnavänner (1882, 1900, 1914, 1922, 1929, 1934, 181 sid)
- Heidi visar vad hon duger till: en berättelse för barn och barnavänner (1902, 148 sid)
- Heidi visar vad hon duger till (1915, 141 sid)
- Heidi visar vad hon duger till (1925, 151 sid)
- Heidi, schweizerflickan: berättelse för ungdom (1936, B Wahlströms flickböcker, 155 sid)
- Heidi hemma igen (1937, B Wahlströms flickböcker, 155 sid)
- Heidi (1949, Barnbiblioteket Saga, 212 sid)
- Mera om Heidi (1951, Barnbiblioteket Saga, 163 sid)
- Heidi (1957, översättning Ella Wilcke, Skattkammarbiblioteket, 167 sid)
- Heidi (1964, översättning Gudrun Ullman, B. Wahlströms barnböcker, 156 sid)
- Heidi kommer hem (1965, översättning Gudrun Ullman, B. Wahlströms barnböcker, 152 sid)
- Heidi (1968, översättning Per Kellberg, Regnbågsböckerna, 170 sid)
- Heidi (1976, Lindblad, kortad upplaga, 160 sid)
- Heidi (1979, Bonniers Juniorförlag, 170 sid)